# Cachoeira da Prata
Pour les articles homonymes, voir Cachoeira.
Cachoeira da Prata est une municipalité brésilienne de l'État du Minas Gerais et la microrégion de Sete Lagoas.